# Triodia contorta
Triodia contorta là một loài thực vật có hoa trong họ Hòa thảo. Loài này được (Lazarides) Lazarides miêu tả khoa học đầu tiên năm 1997.